# Línea 8A (Suburbanos Canelones)
La línea 8A de la red de transporte  suburbano de Montevideo une la terminal Baltasar Brum con la ciudad de Soca, ubicada en el departamento de Canelones.
Su nombre deriva de la Seccional 8.ª de la Policía de Canelones ubicada en Soca

## Creación
En los años treinta la Compañía de Ómnibus de Pando crea una línea con el fin de conectar la ciudad de Costa Azul con la ciudad de Montevideo, adjudicandole a esta nueva línea la denominación de 8A, la cual comenzaría a funcionar el 29 de mayo de 1936 con el permiso interdepartamental N° 012. En 1946 la compañía adquiere a la empresa de Ómnibus La Tuna-Los Titanes, por lo cual se crea una nueva línea bajo la denominación de 8AF con el recorrido que realizó la empresa anterior. En los años noventa, el Ministerio de Transporte resuelve dar de baja esta línea con su variante. Aunque, algunos años después, precisamente en el año 2017 se decide reactivar estas líneas,  servicio que es considerado histórico para la empresa, aunque para algunos ciudadanos sería un nuevo servicio. Dicha línea retorna casi con su recorrido original.

## Recorrido
| Partida (Andén 13, Terminal Baltasar Brum) - Rio Branco - Galicia - Paysandú - Cufré - Miguelete - Presidente Batlle - Presidente Berro - Avenida 8 de Octubre - Andenes externos (Intercambiador Belloni) - Camino Maldonado - Ruta 8 - Roosevelt (Pando) - Luis Correch - Luis Alberto de Herrera (Pando) - Ruta 8 Vieja - Ruta 82 (Empalme Olmos) - Treinta Y Tres Orientales (Empalme Olmos) - Ruta 8 - Ruta 8 (Trazado Viejo) - Ruta 8 - Zenon Burgueño - Soca | Retorno (Soca) - Zenon Burgueño - Ruta 8 - 8 (Trazado viejo) - Ruta 8 - Treinta y Tres Orientales (Empalme Olmos) - Ruta 82 - Ruta 8 - Ruta 8 Vieja - Luis Alberto de Herrera (Pando) - Garibaldi - Francisco Menezes - Roosevelt (Pando) - Ruta 8 - Cno. Maldonado - Andenes externos (Intercambiador Belloni) - Avenida 8 de Octubre - Avelino Miranda - Goes - Juan Paullier - Martin C Martínez - Uruguay - Ciudadela - Rambla Franklin D. Roosevelt (Terminal Baltasar Brum) |